# نات‌وست هلدینگ
نات‌وست هلدینگ (انگلیسی: NatWest Holdings) شرکت خدمات مالی و بانکداری بریتانیایی است، که در سال ۲۰۱۶ تأسیس شد.